# لي سي وون
لي سي وون (بالكورية: 이시원)‏ هي ممثلة كورية جنوبية. ولدت يوم 29 أغسطس 1987 في سول في كوريا الجنوبية.

## روابط خارجية
- لي سي وون على موقع IMDb (الإنجليزية)
- لي سي وون على موقع قاعدة بيانات الفيلم (الإنجليزية)